# Corpus agrimensorum Romanorum
Corpus agrimensorum Romanorum ist  eine der Bezeichnungen der Sammlung der römischen Fachliteratur zur Feldmessung, Limitation bzw. zur Tätigkeit der Agrimensoren. Die Schriften werden auch unter dem Titel Gromatischer Corpus, Schriften der römischen Feldmesser, Corpus der römischen Feldmesser, Traktate römischer Agrimensoren u. ä. genannt.

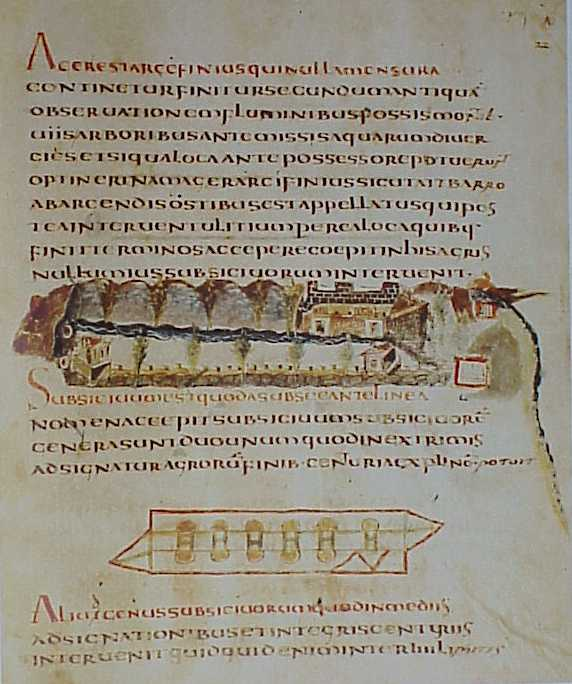
Codex Arcerianus

## Inhalt und Autoren
Das Corpus besteht aus einer Vielzahl von Texten mit unterschiedlichem Inhalt und Zeitstellung. Allein der Codex Arcerianus gliedert sich in 33 Einzelschriften. Einen beträchtlichen Anteil bilden die Schriften der Agrimensoren. Diese Schriften sind offenbar als Lehr- oder besser als Instruktionenbücher für die freien Mensoren verfasst worden. Die wichtigsten Autoren sind Sextus Iulius Frontinus (1. Jahrhundert), Agennius Urbicus (5. oder 6. Jahrhundert), Hyginus bzw. Hyginus Gromaticus, Siculus Flaccus (2. Jahrhundert), Balbus und Marcus Iunius Nipsus.
Ein anderer wichtiger Teil sind die liber coloniarum, Listen agrimensorisch bearbeiteter Landschaften und Städte in Italien zwischen Tuszien und Sizilien mit dem Schwerpunkt in Süditalien. Möglicherweise handelt es sich um Gebiete, die agrimensorisch behandelt (limitiert) wurden, obwohl sie bereits nach arcifinalem Recht, also einer agrimensorischen Maßnahme, besessen wurden. Ein für Historiker interessanter und viel diskutierter Vorgang.
Einen anderen Charakter haben die Schriften, die sich mit den mathematischen/geometrischen Aspekten der Gromatik befassen. Die umfangreichsten und wichtigsten sind die Expositio et ratio omnium formarum des Balbus und ein mathematisches Traktat der Autoren Epaphrodites und Vitruvius Rufus.
Darüber hinaus wurden unterschiedlichste Texte in den Konvolut aufgenommen:
- Auszüge aus dem Werk des Euklid
- Auszüge aus Lucius Iunius Moderatus Columellas De re rustica
- Die Lex Mamila Roscia Peducaea Alliena Fabia, Teil eines Gesetzes zur Einrichtung und Schutz von Grenzen. Insbesondere wird für die Bewegung eines Grenzsteins (terminos singulos, quos eiecerit locoue mouerit) eine Geldstrafe von 5000 Sesterzen verhängt. Die Entstehungszeit ist in der Forschung umstritten. Wahrscheinlich ist, dass der Volkstribun des Jahres 109 v. Chr. Gaius Mamilius Limetanus der Urheber war.[13]
- und vieles andere mehr

## Überlieferung und Weiterleben
Das Corpus wurde in zahlreichen Handschriften überliefert. Die älteste ist der illustrierte Codex Arcerianus aus dem 6. oder 7. Jahrhundert, der sich jetzt in der Herzog August Bibliothek befindet. Diese Handschrift ist wie alle jüngeren nicht frei von Lücken und Verderbnissen; Anfang und Ende fehlen. Die fotomechanische Reproduktion zeigt deutlich durch die verschiedenen Schriftarten und Formate den Charakter der Kompilation, den dieses Werk hat. Die verschiedenen Handschriften haben auch sehr unterschiedlichen Umfang und Inhalt. So fehlt z. B. der wichtige Text des Siculus Flaccus im Codex Arcerianus und den auf ihn zurückgehenden Handschriften bis auf ein kurzes in einen anderen Text eingeschobenes Stück.
Das Corpus, insbesondere seine mathematischen Elemente, fand auch Eingang in die enzyklopädischen Schriften der ausgehenden Antike. Die mögliche Beeinflussung reicht bis in die Palastschule Karls des Großen. Die Sammlung wurde im frühen Mittelalter auch noch erweitert. So wurden u. a. mathematische Schriften aufgenommen, die sich gerne mit der Autorität eines Boethius Autorität zu beschaffen suchten.

## Druckausgaben und Übersetzungen
Ab 1491 erschienen einzelne Schriften des Corpus in Druckausgaben. 1554 veröffentlichte Adrien Turnèbe größere Teile, insbesondere die wichtigen Agrimensoren. Petrus Scriverius benutzte den Codex Arcerianus als Grundlage für seine Edition 1607.
Der deutsche Althistoriker Karl Lachmann editierte 1848 bedeutende Teile der Sammlung, insbesondere die Schriften der Agrimensoren Sextus Iulius Frontinus, Agennius Urbicus, Hyginus Gromaticus und Siculus Flaccus, sowie die libri coloniarum. Die Ausgabe Carl Olof Thulins von 1913 enthält nur wenige Werke. Dagegen ist die Edition Brian Campbells 2000 nicht nur wesentlich umfangreicher, sondern enthält auch eine Übersetzung in die englische Sprache. Eine Übersetzung wesentlicher Teile des Corpus in die deutsche Sprache liegt nicht vor.

## Textausgaben
- Friedrich Blume, Karl Lachmann, Adolf August Friedrich Rudorff (Hrsg.): Gromatici veteres. Die Schriften der römischen Feldmesser, 2 Bände, Berlin 1848–1852
- Corpus Agrimensorum Romanorum (Cod. Guelf. 36.23 Aug. 2°, Codex Arcerianus): ein Agrimensorencodex, illustriertes Handbuch für den römischen Feldvermesser, 6. Jahrhundert, in der Herzog August Bibliothek. Fotomechnische Reproduktion mit einer Einleitung von Hans Butzmann, Leiden 1970, ISBN 90-218-9230-8.
- Carl Olof Thulin (Hrsg.): Corpus agrimensorum Romanorum (= Opuscula agrimensorum veterum. I). Leipzig 1913 (Nachdruck Stuttgart 1971), ISBN 3-519-01245-6.
- Brian Campbell, (Hrsg., Übers., Komm.): The writings of the Roman land surveyors. Introduction, translation and commentary (= Journal of the Roman Studies Monographs. 9), London 2000